# Ерлаков, Анатолий Сергеевич
Анатолий Сергеевич Ерлаков (4 марта 1918, Клычево Чебоксарского уезда Казанской губернии Российской империи—16 декабря 1987, Чебоксары, Чувашская АССР, СССР) — чувашский советский государственный деятель.  Председатель Совета Министров Чувашской АССР.

## Биография
Окончил Чувашский сельскохозяйственный институт (1941) и Высшую партийную школу ЦК КПСС (1944). Первый секретарь райкома[какого?] комсмола (1948—1951), заместитель председателя Совета Министров Чувашской АССР (1951—1955), председатель Совета Министров Чувашской АССР (1955—1962), секретарь областного комитета Чувашского областного комитета КПСС (1962—1966), ректор Чувашского сельскохозяйственного института (1966—1978).
Депутат Верховного Совета СССР 5-6 созыва.
Умер 16 декабря 1987 года в Чебоксарах.

## Память

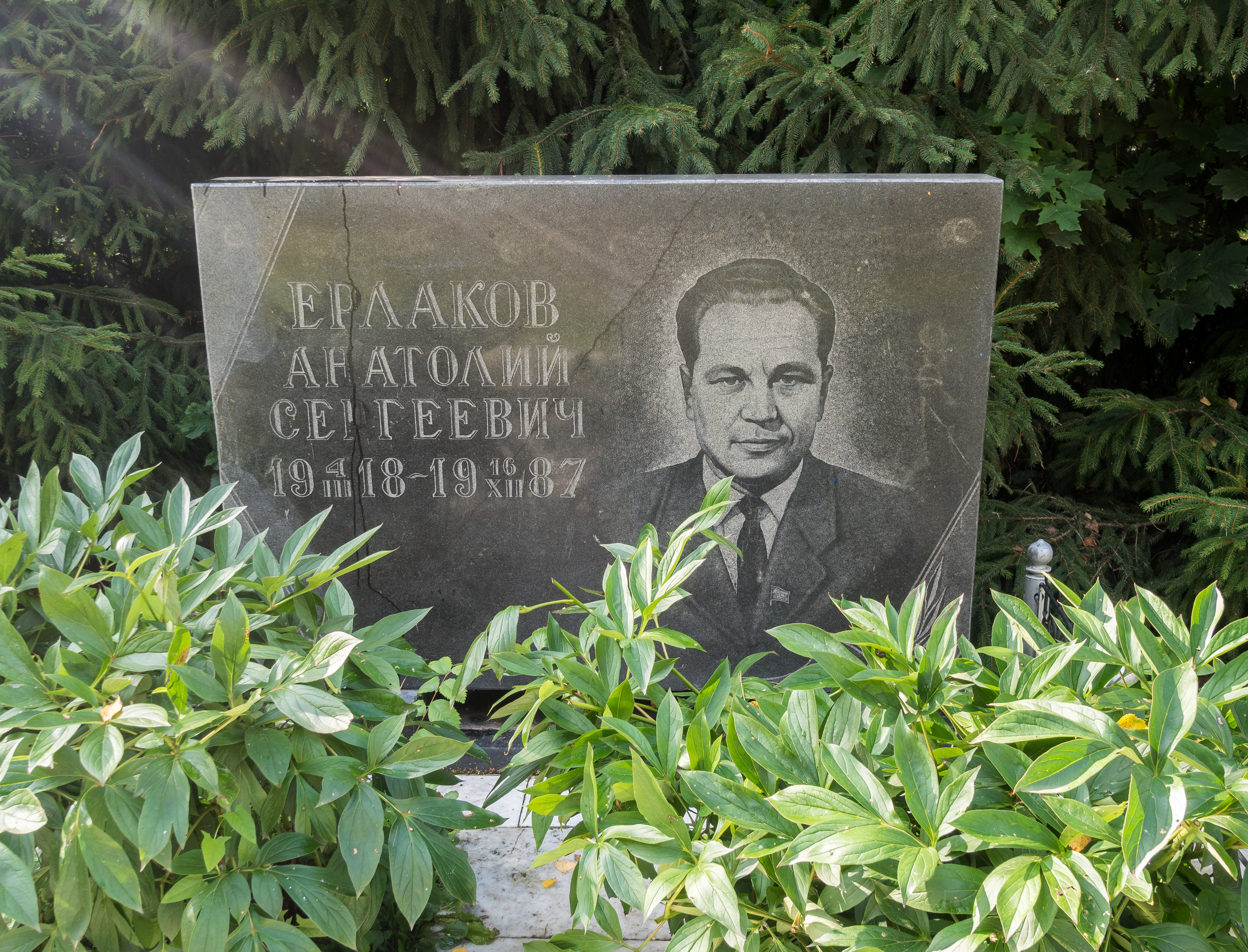
Могила А. С. Ерлакова в Чебоксарах

Похоронен на мемориальном кладбище города Чебоксары.